# Valentín Castellanos
Valentín Castellanos (Mendoza, 1998. október 3. –) argentin korosztályos válogatott labdarúgó, az olasz Lazio játékosa.

## Pályafutása

### Klubcsapatokban
Castellanos az argentínai Mendoza városában született. Az ifjúsági pályafutását a Villa Nueva és az Independiente Rivadavia csapatában kezdte, majd a chilei Leonardo Murialdo és Universidad de Chile akadémiájánál folytatta.
2017-ben mutatkozott be az Universidad de Chile felnőtt csapatában. A 2017–18-as szezonban az uruguayi Torque-nél szerepelt kölcsönben, majd a szezon végén klubhoz szerződött. 2018 júliusa és decembere között az észak-amerikai első osztályban szereplő New York City csapatánál szerepelt szintén kölcsönben. A lehetőséggel élve, 2019-ben az New York City-hez igazolt. Először a 2019. március 10-ei, DC United ellen 0–0-ás döntetlennel zárult mérkőzésen lépett pályára. Első gólját 2019. április 13-án, a Minnesota United ellen 3–3-as döntetlennel zárult találkozón szerezte meg. A 2021-es szezonban 35 mérkőzésen elért 22 góljával megszerezte az MLS gólkirályi címét, emellett a csapattal a bajnoki címet is elnyerte. 2022. július 25-én egyéves kölcsönszerződést kötött a spanyol első osztályban érdekelt Girona együttesével. 2022. augusztus 14-én, a Valencia ellen 1–0-ra elvesztett bajnokin debütált. 2022. augusztus 22-én, a Getafe ellen hazai pályán 3–1-re megnyert mérkőzésen megszerezte első gólját a klub színeiben. 2023. április 25-én, a Real Madrid ellen 4–2-es győzelemmel zárult bajnokin mesternégyest szerzett.
2023. július 21-én az olasz Lazio szerződtette.

### A válogatottban
Castellanos 2020-ban debütált az argentin U23-as válogatottban. Először a 2020. január 19-ei, Kolumbia ellen 2–1-re megnyert mérkőzés 76. percében, Adolfo Gaichot váltva lépett pályára.

## Statisztikák
2023. június 4. szerint
| Klub                       | Szezon   | Osztály                   | Bajnokság | Bajnokság | Kupa  | Kupa | Ligakupa | Ligakupa | Nemzetközi | Nemzetközi | Összesen | Összesen |
| Klub                       | Szezon   | Osztály                   | Meccs     | Gól       | Meccs | Gól  | Meccs    | Gól      | Meccs      | Gól        | Meccs    | Gól      |
| -------------------------- | -------- | ------------------------- | --------- | --------- | ----- | ---- | -------- | -------- | ---------- | ---------- | -------- | -------- |
| Universidad de Chile       | 2017     | Chilei Primera División   | 0         | 0         | 0     | 0    | —        | —        | 1          | 0          | 1        | 0        |
| CA Torque (kölcsönben)     | 2017     | Uruguayi Segunda División | 11        | 2         | 0     | 0    | 0        | 0        | —          | —          | 11       | 2        |
| CA Torque (kölcsönben)     | 2018     | Uruguayi Primera División | 12        | 2         | 0     | 0    | 7        | 1        | —          | —          | 19       | 3        |
| CA Torque (kölcsönben)     | Összesen | Összesen                  | 23        | 4         | 0     | 0    | 7        | 1        | 0          | 0          | 30       | 5        |
| New York City (kölcsönben) | 2018     | MLS                       | 10        | 1         | 0     | 0    | —        | —        | —          | —          | 10       | 1        |
| New York City              | 2019     | MLS                       | 31        | 11        | 3     | 0    | —        | —        | —          | —          | 34       | 11       |
| New York City              | 2020     | MLS                       | 25        | 7         | 3     | 0    | —        | —        | 4          | 0          | 32       | 7        |
| New York City              | 2021     | MLS                       | 35        | 22        | 0     | 0    | —        | —        | 1          | 1          | 36       | 23       |
| New York City              | 2022     | MLS                       | 17        | 13        | 2     | 0    | —        | —        | 6          | 4          | 25       | 17       |
| New York City              | Összesen | Összesen                  | 118       | 54        | 8     | 0    | 0        | 0        | 11         | 5          | 137      | 59       |
| Girona (kölcsönben)        | 2022–23  | La Liga                   | 31        | 13        | 2     | 1    | —        | —        | —          | —          | 33       | 14       |
| Összesen                   | Összesen | Összesen                  | 149       | 67        | 10    | 1    | 0        | 0        | 11         | 5          | 170      | 73       |

## Sikerei, díjai
CA Torque
- Uruguayi Segunda División
  - Bajnok (1): 2017

New York City
- MLS
  - Bajnok (1): 2021

Egyéni
- Az észak-amerikai első osztály gólkirálya: 2021 (22 góllal)